# Альвастрівський монастир
Альвастрівський монастир (швед. Alvastra kloster) — найдавніший з усіх монастирів Швеції, про заснування яких є достовірні відомості. Руїни монастиря розташовані біля південного підніжжя гори Омберг в сучасній комуні Эдесхег (швед. Ödeshög) в лені Естерйотланді, біля берега озера Веттерн.

## Історія

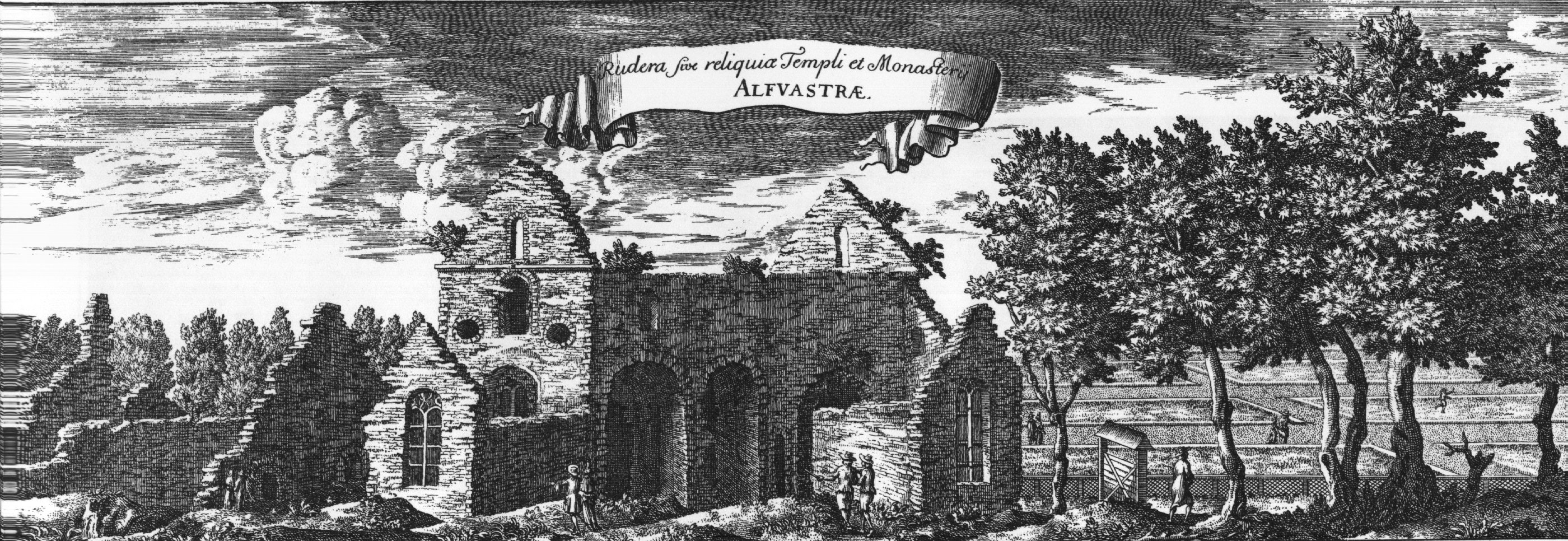
Монастир Альвастра, бл. 1700

Згідно з монастирським хроніками, король Сверкер I (пом. 1155/1156) і його дружина Ульфхільда запросили до Швеції ченців з нещодавно заснованого цистерціанського монастиря в Клерво, абатом якого був, ставший згодом святим, Бернард Клервоський. Для кількох ченців на землі, що належала королеві, був зведений монастир. Інші ченці оселилися на острові Лурен, що на оз. Венерн, однак незабаром звідти перебралися в Варнхем.
Після смерті короля і королеви їх останки були поховані в Альвастрі. Багато стурманів робили значні земельні пожертви монастирю, щоб після смерті бути похованими в його стінах. Альвастрський монастир не міг зрівнятися по багатству з Вадстенським або Нюдальським монастирями, однак під час Реформації в його власності було 400—500 дворів, а також чималі земельні володіння.
Королі з роду Сверкера — Карл Сверкерссон, Сверкер Карлссон і Юхан Сверкерссон — зберегли прихильність до монастиря, та їх прах також упокоївся в цьому місці. У часи Фолькунгів завдяки більшій кількості дарувань і скупки монастирем дворів, його добробут значно зріс. В 1279 році король Магнус Ладулос дарував обителі звільнення від усіх повинностей короні, а незабаром, після того, як папа Боніфацій VIII звільнив у 1302 році цистерціанців від податків на користь церкви, було знижено і податковий тягар.
Абати монастиря користувалося великою повагою, оскільки в їх віданні були всі інші монастирі ордену в країні. Протягом XV століття через руки альвастрських абатів проходила щорічна подать, яка визискувалась з його дочірніх монастирів. Кілька разів їм доводилося вступати в конфлікт зі світською владою. Так, наприклад, у 1417 році абат Юханнес був звинувачений в тому, що в листі скарському єпископу порівняв короля Еріка з імператором Нероном, однак настоятель заперечував звинувачення. В інший раз регент Сванте Стуре притягнув альвастрського абата до суду за те, що монастир неправедним чином привласнив собі кілька садиб.

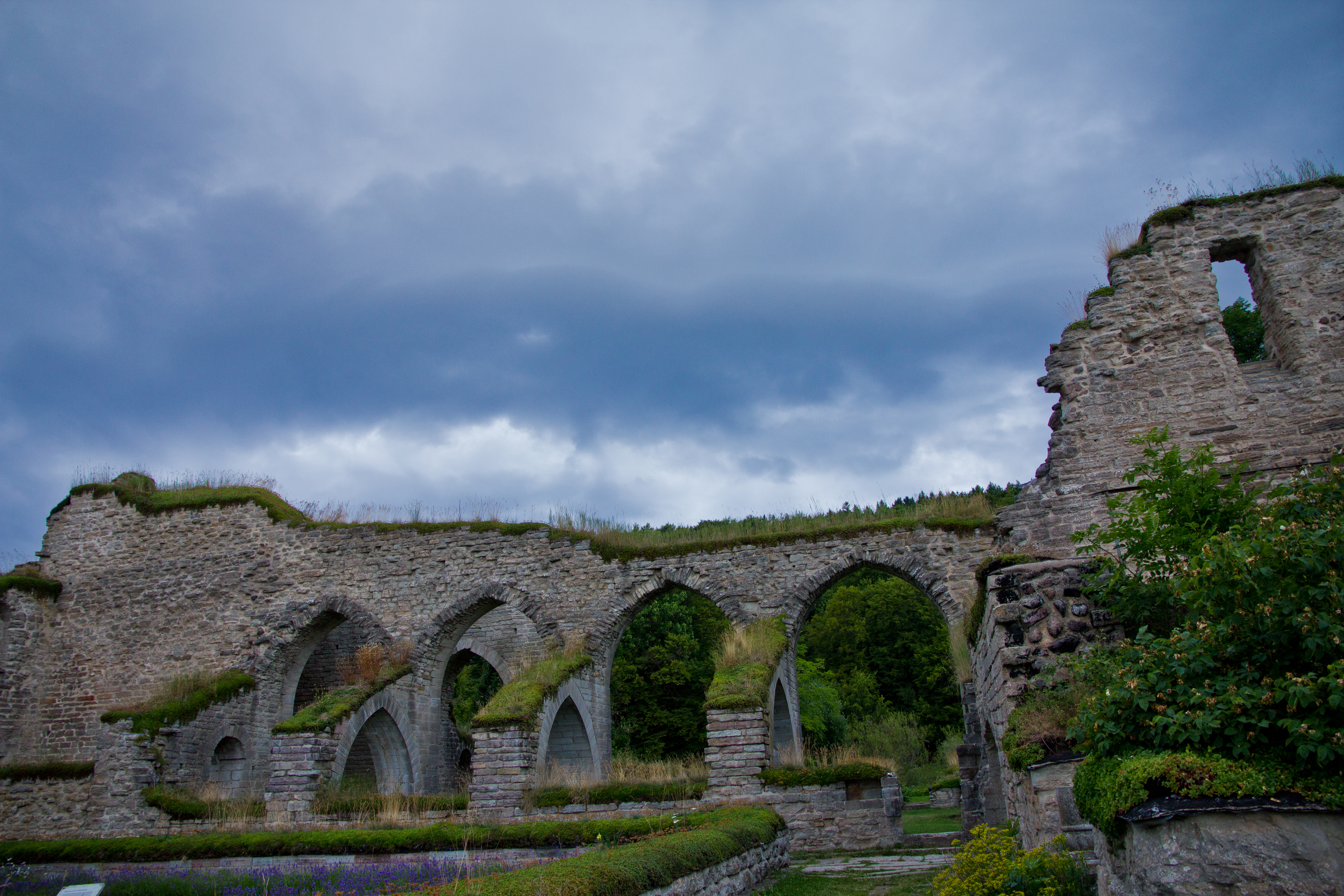

Впливу монастиря сприяло і те, що в ньому постриглось в ченці кілька відомих осіб. З Алвастри були перший архієпископ Швеції Стефанус і духівник святий Бірґітти Петрус Олаі. Тут же в 1344 році помер чоловік Бірґітти Ульф Гудманссон.
Збережені руїни монастирської церкви свідчать про те, що вона була зведена з вапняку в пізньороманському стилі відповідно до канонів цистерціанських церков.
Після Вестероського риксдагу 1527 року абат монастиря Торкиль погодився щорічно виплачувати королю 100 марок ертугів в обмін на звільнення від постою і тому подібних повинностей. Але дізнавшись про те, що монастир погано управляється, а Торкиль хоче скласти з себе свої повноваження, король в 1529 році віддав монастир Нільсу Свенссону з умовою щорічної виплати ренти в 100 марок, постачання певної кількості масла і надання гідного утримання ченцям.
Поступово більшість монастирських будівель занепало. Юхан III, який бажав влаштувати в Альвастрі для себе і свого хворого брата Магнуса щось на зразок літнього замку, висловив своє невдоволення графу Перу Бразі за те, що той наказав виламати цеглу зі стін монастиря для зведення будівель на Вісінгсьо. Він заборонив подальший розбір будівель, а також розпорядився про приведення в порядок монастирської церкви і підтримці саду в доглянутому вигляді. Однак ці, так само як і багато інших планів короля, так ніколи і не були здійснені.

## Сучасний стан
Руїни Альвастрського монастиря в даний час перебувають у віданні управління по охороні пам'яток культури (швед. Riksantikvarieämbetet) і є популярною туристичною визначною пам'яткою.